# ハナ・マフマルバフ
ハナ・マフマルバフ（حنا مخملباف, ラテン文字転写：Hana Makhmalbaf, 1988年9月3日 - ）は、イラン・テヘラン出身の映画監督。

## 経歴
映画監督のモフセン・マフマルバフの娘としてテヘランに出生。姉のサミラ・マフマルバフも後に映画監督となる。ハナも幼少のころから映画に浸って育ち、父モフセンや姉サミラ、義母のマルズィエ・メシュキニのスクリプターや撮影技師として働いた。
1997年、9歳にして初めての短編映画『おばさんが病気になった日』を演出し、2003年には、姉サミラの監督作品『午後の五時』 (At Five in the Afternoon) のメイキングとしてのドキュメンタリー映画『ハナのアフガンノート』を撮った。同年、詩集『ひとときのビザ』を上梓した。
2007年、アフガニスタンを舞台に、イランとフランスの合作映画として、初の長篇劇映画『子供の情景』を発表し、数々の賞を獲得した。同作のペルシア語原題『بودا از شرم فرو ریخت』は、父モフセンの著書『アフガニスタンの仏像は破壊されたのではない恥辱のあまり崩れ落ちたのだ』からとられたものである。

## 監督作品
- おばさんが病気になった日 The day my aunt was ill（1997年）- 短篇
- ハナのアフガンノート Joy of madness（71分、2002年）- 長篇ドキュメンタリー映画
- 子供の情景 Buda as sharm foru rikht（2007年）
- グリーン・デイズ Green Days（2009年）

## 著書
- ひとときのビザ Yik laḥẓih-i vīzā, Tihrān: Nashr-i Farakh-i Nigār, 2003年 ISBN 9649400656